# راؤول لوفيفر
راؤول لوفيفر (بالفرنسية: Raoul Lefèvre)‏ هو كاتب فرنسي، ولد في القرن الخامس عشر، وتوفي في القرن الخامس عشر.